# Jarmila
Jarmila (tschechisch: [ˈjar.mɪ.la], slowakisch: [ˈjar.mi.la]) ist ein weiblicher Vorname.

## Herkunft und Bedeutung
Beim Namen Jarmila handelt es sich um eine weibliche Variante des tschechischen Namens Jarmil. Dieser setzt sich aus den slawischen Elementen jaro „energetisch“, „leidenschaftlich“, „tatkräftig“ und mil „lieb“, „Gunst“ zusammen.

## Verbreitung
Der Name Jarmila ist primär in Tschechien und der Slowakei verbreitet. Zu Beginn des 20. Jahrhunderts zählte er in Tschechien zu den beliebtesten Frauennamen, jedoch sank seine Popularität im Laufe der Jahre. Im Jahr 1965 verließ er die Top-20 der beliebtesten Mädchennamen, 11 Jahre später auch die Top-50. Seit 1994 zählt er nicht mehr zu den 100 meistgewählten Frauennamen Tschechiens.

## Varianten
Eine polnische Variante des Namens lautet Jarmiła. Daneben finden sich die Kurzformen Jaruška, Jarča, Jara und Mila.
Die männlichen Varianten des Namens lautet Jarmil und Yaromil, sowie die Kurzform Milo.

## Namenstage
Die Namenstage für den Namen Jarmila sind im tschechischen Kalender der 4. Februar und 2. Juni, sowie im slowakischen Kalender der 28. April.

## Berühmte Namensträgerinnen
- Jarmila Glazarová (1901–1977), tschechische Schriftstellerin
- Jarmila Klimenšová (* 1981), tschechische Speerwerferin
- Jarmila Kratochvílová (* 1951), tschechische Leichtathletin
- Jarmila Hašková (1887–1931), tschechische Journalistin
- Jarmila Hassan Abdel Wahab (1917–1996), tschechische Sopranistin
- Jarmila Loukotková (1923–2007), tschechische Prosaistin
- Jarmila Machačová (* 1986), tschechische Radrennfahrerin
- Jarmila Marton (1908–1971), US-amerikanische Filmschauspielerin
- Jarmila Novotná (1907–1994), tschechische Opernsängerin und Schauspielerin
- Jarmila Nygrýnová (1953–1999), tschechische Weitspringerin
- Jarmila Rážová (* 1961), tschechische Epidemiologin und Hygienikerin
- Jarmila Wolfe (* 1987), slowakisch-australische Tennisspielerin